# Глушков (Краснодарский край)
Глушков — упразднённый в 1963 году хутор в Щербиновском районе Краснодарского края. Находится на территории Екатериновского сельского поселения.

## География
Хутор был расположен вблизи административной границы Краснодарского края с Ростовской областью, в северо-восточной части района, к югу от хутора Любимов.

## История
Упразднен в 1963 году, согласно Ответу Щербиновского райисполкома от 18.12.1963